# Kristián V. Dánský
Kristián V. (15. dubna 1646 Flensburg – 25. srpna 1699, Kodaň) byl v letech 1670–1699 král Dánska a Norska. Syn Frederika III. a jeho ženy Žofie Amálie Brunšvické.
Kristián byl druhý absolutistický monarcha Dánska a Norska, despota s přemrštěným míněním o své královské důstojnosti a svých výsadách. Spojiv se s nastupující buržoazií, omezil moc šlechty. V úmyslu získat od Švédska zpět území, ztracená v důsledku mírové smlouvy z Roskilde v roce 1658, se vložil do války, jež pouze zruinovala veřejné finance.

## Biografie
V roce 1655, ve věku 9 let, byl prohlášen princem následníkem. V 18 letech obdržel místo v Královské radě (jež ovšem neměla velkého vlivu, neboť monarchie již byla absolutistická).
14. května roku 1667 se v Nykøbingu oženil s Šarlotou Amálií Hesensko-Kasselskou, dcerou lankraběte Viléma VI. Hesensko-Kasselského.
V roce 1670 zemřel král Frederik III. a podle Královského zákona z roku 1665 se Kristián stal druhým absolutním monarchou Dánska a Norska. Protože nastoupil na trůn podle následnictví a ne volbou, nebyl korunován, byl pouze pomazán v kostele zámku Frederiksborg, a to 9. února 1670.
Jedním z jeho prvních činů bylo, že ke dvoru v roce 1671 přivedl svou šestadvacetiletou oficiální milenku Žofii Amálii Moth, čímž těžce potupil královnu. Žofie Amálie Moth se 31. prosince roku 1677 stala hraběnkou ze Samsø a žila v prostorách paláce v Kodani.
Pro své velké osobní kouzlo a mimořádnou přívětivost byl Kristián V. velmi populární, což snad částečně hrálo roli při jeho snahách omezit vliv šlechty zapojením nešlechticů, jimž uděloval tituly baron a hrabě, do veřejných záležitostí.
Pod vedením Kristiánova kancléře Petra Griffenfeldta Dánsko zažilo krátké období příležitosti obsadit svou starou pozici velké mocnosti v regionu. Avšak tísněn obavami ze svých protivníků Kristián kancléře odvolal a obětoval tak jeho skvělé vedení, čímž vlastně přivodil velké škody prestiži monarchie. Státní prostředky byly promrhány v neúspěšné válce proti Švédsku (známé jako Norská válka, 1675–1679) ve Skåne, staré dánské provincii, již Dánsko ztratilo ve prospěch Švédska v důsledku smlouvy z Roskilde a již chtělo získat zpět. Chtělo rovněž zvovupřipojit pod dánskou svrchovanost vévodství Holstein-Gottorp, spojené se Švédskem, avšak po zásahu Francie bylo vévodství uznáno na Dánsku nezávislým.
Dvacet příštích mírových let znamenalo mnoho pro vnitřní rozvoj země. Řada pozitivních aspektů již byla zmíněna, k dalším patří vytvoření Dánského zákona (Danske Lov) v roce 1683, který představuje první právní kodex platný pro celé Dánsko. Byl formulován i Norský zákon (Norske Lov), podobný dánskému. Jiným důležitým počinem bylo v roce 1688 zavedení registru pozemků, kdy šlo o stanovení jednotné ceny pozemků v monarchii, vedoucí k spravedlivým odhadům.
Třebaže král se o vědu a kulturu příliš nezajímal, i zde lze hovořit o "zlatém věku", např. díky práci astronoma Ole Rømera.
Za jeho panování vznikla Dánská západoindická společnost (1671), založená pro objevy, využívání a kolonizaci karibských ostrovů, dnešních Panenských ostrovů. Její činnost se v roce 1680 rozšířila do dnešní Ghany v Africe.
Kristián V. zemřel 25. srpna 1699 na následky zranění utrpěného při nehodě na lovu. Je pochován v katedrále v Roskilde, místě posledního odpočinku dánských králů.

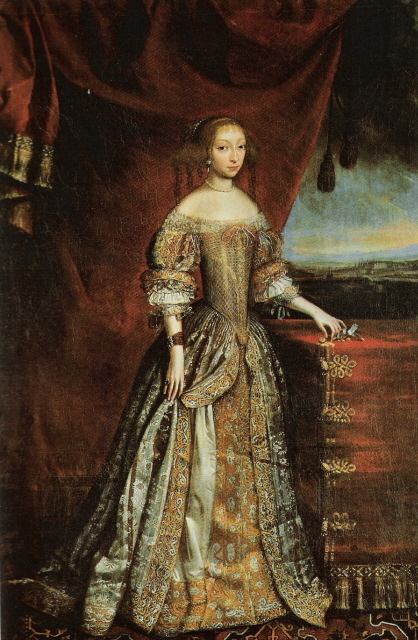
Šarlota Amálie Hesensko-Kasselská, manželka Kristiána V.

## Manželství a děti
Kristián měl osm dětí se svou manželkou a dalších šest se svou milenkou.
Děti Šarloty Amálie:
- Frederik (11. října 1671 – 12. října 1730), pozdější dánský a norský král Frederik IV.,
⚭ 1695 Luisa Meklenburská (28. srpna 1667 – 15. března 1721)
⚭ 1721 Anna Žofie Reventlow (16. dubna 1693 – 7. ledna 1743), morganatický sňatek
- Kristián Vilém (1. prosince 1672 – 25. ledna 1673)
- Kristián (25. března 1675 – 27. června 1695), zemřel svobodný a bezdětný
- Žofie Hedvika (28. srpna 1677 – 13. března 1735), zemřela neprovdaná a bezdětná
- Kristiána Šarlota (18. ledna 1679 – 24. srpna 1689)
- Karel (26. října 1680 – 8. června 1729), zemřel svobodný a bezdětný
- dcera (17. července 1683)
- Vilém (21. února 1687 – 23. listopadu 1705)

Děti Žofie Amálie Mothovové:
- Kristýna Gyldenløve (1672–1689).
- Kristián Gyldenløve (1674–1746).
- Žofie (1675–1684).
- Anna (1676–1699).
- Ulrich Kristián Gyldenløve (1678–1719).

## Vývod z předků
|                      |                                     |  |                                 |                                     |  |  |  |  |  |  |  | Kristián III. Dánský |
|                      |                                     |  |                                 |                                     |  |  |  |  |  |  |  |                      |
|                      | Frederik II. Dánský                 |  |                                 |                                     |  |  |  |  |  |  |  |                      |
|                      |                                     |  |                                 |                                     |  |  |  |  |  |  |  |                      |
|                      |                                     |  |                                 | Dorotea Sasko-Lauenburská           |  |  |  |  |  |  |  |                      |
|                      |                                     |  |                                 |                                     |  |  |  |  |  |  |  |                      |
|                      | Kristián IV. Dánský                 |  |                                 |                                     |  |  |  |  |  |  |  |                      |
|                      |                                     |  |                                 |                                     |  |  |  |  |  |  |  |                      |
|                      |                                     |  |                                 | Oldřich III. Meklenburský           |  |  |  |  |  |  |  |                      |
|                      |                                     |  |                                 |                                     |  |  |  |  |  |  |  |                      |
|                      | Žofie Meklenburská                  |  |                                 |                                     |  |  |  |  |  |  |  |                      |
|                      |                                     |  |                                 |                                     |  |  |  |  |  |  |  |                      |
|                      |                                     |  |                                 | Alžběta Dánská                      |  |  |  |  |  |  |  |                      |
|                      |                                     |  |                                 |                                     |  |  |  |  |  |  |  |                      |
|                      | Frederik III. Dánský                |  |                                 |                                     |  |  |  |  |  |  |  |                      |
|                      |                                     |  |                                 |                                     |  |  |  |  |  |  |  |                      |
|                      |                                     |  |                                 | Jan Jiří Braniborský                |  |  |  |  |  |  |  |                      |
|                      |                                     |  |                                 |                                     |  |  |  |  |  |  |  |                      |
|                      | Jáchym Fridrich Braniborský         |  |                                 |                                     |  |  |  |  |  |  |  |                      |
|                      |                                     |  |                                 |                                     |  |  |  |  |  |  |  |                      |
|                      |                                     |  |                                 | Žofie Lehnická                      |  |  |  |  |  |  |  |                      |
|                      |                                     |  |                                 |                                     |  |  |  |  |  |  |  |                      |
|                      | Anna Kateřina Braniborská           |  |                                 |                                     |  |  |  |  |  |  |  |                      |
|                      |                                     |  |                                 |                                     |  |  |  |  |  |  |  |                      |
|                      |                                     |  |                                 | Jan Braniborsko-Küstrinský          |  |  |  |  |  |  |  |                      |
|                      |                                     |  |                                 |                                     |  |  |  |  |  |  |  |                      |
|                      | Kateřina Braniborsko-Küstrinská     |  |                                 |                                     |  |  |  |  |  |  |  |                      |
|                      |                                     |  |                                 |                                     |  |  |  |  |  |  |  |                      |
|                      |                                     |  |                                 | Kateřina Brunšvicko-Wolfenbüttelská |  |  |  |  |  |  |  |                      |
|                      |                                     |  |                                 |                                     |  |  |  |  |  |  |  |                      |
| 'Kristián V. Dánský' |                                     |  |                                 |                                     |  |  |  |  |  |  |  |                      |
|                      |                                     |  |                                 |                                     |  |  |  |  |  |  |  |                      |
|                      |                                     |  | Arnošt I. Brunšvicko-Lüneburský |                                     |  |  |  |  |  |  |  |                      |
|                      |                                     |  |                                 |                                     |  |  |  |  |  |  |  |                      |
|                      | Vilém Brunšvicko-Lüneburský         |  |                                 |                                     |  |  |  |  |  |  |  |                      |
|                      |                                     |  |                                 |                                     |  |  |  |  |  |  |  |                      |
|                      |                                     |  |                                 | Žofie Meklenbursko-Zvěřínská        |  |  |  |  |  |  |  |                      |
|                      |                                     |  |                                 |                                     |  |  |  |  |  |  |  |                      |
|                      | Jiří Brunšvicko-Lüneburský          |  |                                 |                                     |  |  |  |  |  |  |  |                      |
|                      |                                     |  |                                 |                                     |  |  |  |  |  |  |  |                      |
|                      |                                     |  |                                 | Kristián III. Dánský                |  |  |  |  |  |  |  |                      |
|                      |                                     |  |                                 |                                     |  |  |  |  |  |  |  |                      |
|                      | Dorotea Dánská                      |  |                                 |                                     |  |  |  |  |  |  |  |                      |
|                      |                                     |  |                                 |                                     |  |  |  |  |  |  |  |                      |
|                      |                                     |  |                                 | Dorotea Sasko-Lauenburská           |  |  |  |  |  |  |  |                      |
|                      |                                     |  |                                 |                                     |  |  |  |  |  |  |  |                      |
|                      | Žofie Amálie Brunšvická             |  |                                 |                                     |  |  |  |  |  |  |  |                      |
|                      |                                     |  |                                 |                                     |  |  |  |  |  |  |  |                      |
|                      |                                     |  |                                 | Jiří I. Hesensko-Darmstadtský       |  |  |  |  |  |  |  |                      |
|                      |                                     |  |                                 |                                     |  |  |  |  |  |  |  |                      |
|                      | Ludvík V. Hesensko-Darmstadtský     |  |                                 |                                     |  |  |  |  |  |  |  |                      |
|                      |                                     |  |                                 |                                     |  |  |  |  |  |  |  |                      |
|                      |                                     |  |                                 | Magdalena z Lippe                   |  |  |  |  |  |  |  |                      |
|                      |                                     |  |                                 |                                     |  |  |  |  |  |  |  |                      |
|                      | Anna Eleonora Hesensko-Darmstadtská |  |                                 |                                     |  |  |  |  |  |  |  |                      |
|                      |                                     |  |                                 |                                     |  |  |  |  |  |  |  |                      |
|                      |                                     |  |                                 | Jan Jiří Braniborský                |  |  |  |  |  |  |  |                      |
|                      |                                     |  |                                 |                                     |  |  |  |  |  |  |  |                      |
|                      | Magdalena Braniborská               |  |                                 |                                     |  |  |  |  |  |  |  |                      |
|                      |                                     |  |                                 |                                     |  |  |  |  |  |  |  |                      |
|                      |                                     |  |                                 | Alžběta Anhaltsko-Zerbstská         |  |  |  |  |  |  |  |                      |
|                      |                                     |  |                                 |                                     |  |  |  |  |  |  |  |                      |